# Blauwangen-Bartvogel
Der Blauwangen-Bartvogel (Psilopogon asiaticus, Syn.: Megalaima asiatica) ist ein 23 Zentimeter großer Vertreter aus der Familie der Asiatischen Bartvögel (Megalaimidae).

## Aussehen
Der Vogel hat ein dunkelgrünes Rückengefieder, der Bauch und der Schwanz sind hellgrün gefärbt. Besonders auffällig ist der Kopf, der größtenteils hellblau ist. Die Stirn, der Halsansatz und der obere Teil des Kopfes sind rötlich. Über dem Auge haben die Vögel drei breite und schwarze Streifen. Die Beine sind braun, der Schnabel hellbraun und die vordere Spitze der oberen Schnabelhälfte ist schwarz.

## Lebensraum
Der Lebensraum des Blauwangen-Bartvogels erstreckt sich von Nordindien bis nach Südost-Asien. Dort bewohnt diese Art Mischwälder im Himalaya, Tiefebenen sowie Gärten in menschlichen Siedlungen.

## Lebensweise
Die sehr gesellig lebenden Vögel singen oft in kleinen Gruppen zusammen. Als Nahrung verzehren sie Früchte, vor allem Feigen, aber auch größere Insekten. Über die Balz der Vögel ist kaum etwas bekannt, außer dass die Männchen die Weibchen im Fluge verfolgen.

## Fortpflanzung
In der Brutzeit bauen sich diese Vögel Höhlennester in Bäumen, welche im Laufe der Jahre immer weiter vergrößert werden. Die Jungen sind beim Schlüpfen völlig nackt und blind und werden von beiden Elternvögeln versorgt. Nachdem die Jungvögel flügge geworden sind, werden diese von den Eltern aus dem Revier vertrieben und die Altvögel beginnen kurz darauf mit einer zweiten Brut.

## Bedrohung
Die IUCN führt diese Art aufgrund ihrer weiten Verbreitung in der Kategorie (Least Concern) nicht gefährdet.

## Unterarten
Es werden drei Unterarten anerkannt:
- Psilopogon asiaticus asiaticus (Latham, 1790). Die Nominatform kommt vom Nordosten Pakistans bis ins westliche und nördliche Myanmar und in den Südwesten Yunnans vor.
- Psilopogon asiaticus davisoni Hume, 1877. Diese Unterart ist vom Südosten Myanmars bis in den Südosten Yunnans und ins nördliche Indochina verbreitet.
- Psilopogon asiaticus chersonesus (Chasen & Kloss, 1927). Diese Subspezies ist im Süden Thailands beheimatet.

## Belege